# The Be Sharps
The Be Sharps (traducido literalmente como Los Si Sostenidos), conocidos en español como Los Solfamidas en España y Los Borbotones en Hispanoamérica, fue una banda ficticia de la serie animada de la cadena Fox, Los Simpson; que apareció en el capítulo de la quinta temporada titulado «Homer's Barbershop Quartet». La banda es una clara parodia de la banda británica The Beatles y el nombre es una broma musical que hace referencia a la nota Si Sostenido (B Sharp en inglés) que equivaldría a la nota Do.

## Historia ficticia

### Comienzo
En 1985, cuando Homer aún tiene cabello y pertenece a un cuarteto formado junto con Apu, el jefe Wiggum y el director Seymour Skinner. Todos los días, más específicamente en las tarde, se juntaban a cantar en el Taberna de Moe, un bar de la ciudad cuyo propietario era íntimo amigo de la banda. En el Moe's Tabern tenían un pequeño escenario montado por Moe Szyslak (el dueño de la taberna) y tocaban frente a su público, cuyo mayor fanático era Barney Gumble. En sus comienzos la banda solo daba conciertos dentro de Springfield, en lugares como el Springfield Retirement Castle o la Primera Iglesia de Springfield. Ahí son descubiertos por un mánager y productor llamado Nigel, quien le dice que pueden conseguir mucho éxito y fama. Pero para conseguir dicha fama Nigel les hizo algunas peticiones a la banda:
- Sacar a Wiggum de la banda, por la mala imagen que genera un oficial policial como integrante de la banda.
- Cambiar el nombre de Apu Nahasapeemapetilon por el seudónimo Apu de Beumarche
- Mantener en secreto el matrimonio de Homer con Marge, para ganar más admiradoras y ser más "codiciado" entre el público de la banda.

### Búsqueda de un reemplazante
Por petición de Nigel el grupo decide desplazar a quien se había transformado en un estorbo en su camino hacia el estrellato que tenía planeado la banda. Es así que organizan una audiencia para hallar al sustituto perfecto.
Realizaron la audición y se presentaron muchos pretendientes, al que se presenta el propio Wiggum, aunque sin suerte. Accidentalmente, escuchan cantar en el baño de la taberna de Moe a Barney Gumble, quien por su bella voz cautiva al grupo y es incorporado de inmediato como cuarto integrante del grupo.
Cuando se presenta como reemplazo y cuarto integrante definitivo a Barney el público y los fanes de la banda se ven muy molestos por el cambio, llegando a protestar en el concierto que hicieron en el Taberna de Moe, donde gritaban que querían de vuelta a Wiggum y no a Barney. En respuesta a esto, Barney canta la canción del grupo Sweet Adeline, con la que logra cautivar al público presente y cambiar los gritos en favor suyo. Así Gumble se ganó el respeto de la gente.

### Llegada al éxito
Luego, con esa formación ya definitiva y con un gran número de seguidores la banda lanza al mercado su primer álbum de estudio, titulado Meet the Besharps. El álbum incluía 3 canciones, las cuales eran "Hello", "Goodbye, My Coney Island Baby" y "Sweet Adeline". El álbum recibió muchas críticas positivas y vendió muchas copias. Después Homer comenzó a escribir una canción para que fuera el éxito de la banda. Entonces escribió la canción "Baby On Board", que fue éxito total. Luego de eso The Be Sharps comenzaron una gira por Estados Unidos, en la cual incluyeron Takoma del Norte y New York. Después la banda emprendió otra gira, esta vez por Suecia. 
De vuelta de las giras The Be Sharps lanzaron otro álbum llamado Bigger than Jesus. El álbum fue muy mal recibido por el público, donde sólo se destaca el hit Baby On Board. A pesar de eso la banda fue nominada a la 29º entrega de los Grammy Awards, en la categoría Mejor Soul, Palabra Hablada o Cuarteto Vocal, donde salieron vencedores.

### Separación
Homer, Apu, Barney y Seymour van a la entrega de los premios Grammy de 1986 donde reciben el premio. Pero demasiado tarde Homer se da cuenta de que echa de menos a su familia y poco a poco el grupo se va disolviendo. Apu y Skinner intentan innovar los temas, mientras que Barney está más preocupado de su nueva novia japonesa, y juntos crean un tema para la banda, llamado Number 8. El grupo se alinea y al final terminan desintegrándose después del fracaso de su nueva canción y de que en la revista Lo que es actual y lo que no los calificaran como No Actuales.

### Después de la separación
Luego de esa separación de la banda cada miembro tomó caminos diferentes. Homer vuelve a su trabajo como inspector de seguridad en la Planta de energía nuclear de Springfield donde una gallina lo había reemplazado. Apu vuelve a su trabajo en el Kwik-E-Mart, Skinner vuelve a ser el director de la Escuela Primaria de Springfield y Barney vuelve a beber en el Taberna de Moe, pero junto con su novia japonesa.

### Concierto en laTaberna de Moe
Luego de que en el capítulo (Homer's Barbershop Quartet) Homer le cuenta a sus hijos Bart y Lisa Simpson, a Homer se le ocurre una idea. Comienza a hacer algunas llamadas y logra reunir a todos The Be Sharps para tocar un "concierto" en el Taberna de Moe su más grande éxito, la canción Baby On Board. Un gran grupo de personas se reunieron para la presentación, e incluso George Harrison vio desde su auto el concierto. Lo curioso de este concierto es que fue en el techo (o azotea) de la Taberna de Moe.

## Premios y nominaciones
Lista de los premios y nominaciones que recibieron The Be Sharps.

### Grammy Award
| Año  | Nominación   | Categoría                                    | Resultado |
| 1986 | The Besharps | Mejor soul, palabra hablado o cuarteto vocal | Ganador   |

## Canciones
Es una lista de las canciones de The Be Sharps que se escucharon en el episodio.
- Hello
- Goodbye, My Coney Island Baby
- Sweet Adeline
- Baby On Board (Bebé A Bordo en Latinoamérica y España).
- Surgeon General
- Number 8

## Discografía
- Meet the Besharps (Somos Los Borbotones en Latinoamérica).
- Bigger than Jesus (Más Grandes Que Jesús en Latinoamérica).